# アコライツ・プロテクション・エージェンシー
ジ・アコライツ・プロテクション・エージェンシー（The Acolytes Protection Agency）はアメリカ合衆国のプロレスラー、白人のブラッドショーと黒人のファルークによるプロレスのタッグチーム。APAの略称で知られ、WWEで活動した。日本語字幕放送での翻訳では「アコライツ警備保障」とされていた。

## 来歴
ファルークは黒人レスラーを中心としたユニット、ネーション・オブ・ドミネーションのリーダーとしてWWFで活動していたが、新メンバーに迎え入れたザ・ロックの台頭が著しくなり、遂にはリーダーの座を奪われ軍団を追放されてしまう。一方、当時まだ若手であったブラッドショーはパートナーのテリー・ファンクがWWFを去り、前座戦線で燻っていた。1998年10月、両者はザ・ジャッカルのマネージメントのもとヒールのタッグチーム、ザ・ヘルズ・ヘンチメン（The Hell's Henchmen / 地獄の手下たち）を結成。後にジ・アコライツ（The Acolytes / 侍祭）と改名する。
その後、ジャッカルがWWFを去ると、1999年よりジ・アンダーテイカー率いるミニストリー・オブ・ダークネス（後のコーポレート・ミニストリー）に加入。怪奇派ギミックとなり、Xパック&ケインやハーディー・ボーイズを下して世界タッグ王座を獲得するなどタッグ戦線で活躍した。
ミニストリー消滅後は、APA（The Acolytes Protection Agency / アコライツ警備保障）と称して用心棒稼業を2000年より開業する。バックステージに事務所を開き、酒と葉巻と喧嘩とポーカーに明け暮れ、金さえ払えば助っ人から乱入まで何でもこなす荒くれ者ギミックが人気を博してベビーフェイスに転向。ビッグ・ボスマン&ブル・ブキャナン、エッジ&クリスチャン、ダッドリー・ボーイズなどのチームと激闘を繰り広げた。同年末からは女子プロレスラーのジャクリーンも、女用心棒として一時的にメンバーに加わっている。
その傍若無人な振る舞いのため、スティーブン・リチャーズ率いる検閲ユニットRTCの検閲対象となり、彼らとも抗争を展開。2001年4月1日のレッスルマニア17では同じ無頼派のタズとトリオを組み、RTCのブキャナン、ザ・グッドファーザー、バル・ビーナスから勝利を収めた。同年下期よりWCW / ECW連合軍のアライアンスが侵攻してきた際には、真っ先に喧嘩を仕掛けて迎え撃った。
しかし、2002年の2リーグ制発足に伴うドラフトでブラッドショーはRAW、ファルークはスマックダウン所属となったためコンビは解散。ベテランのファルークはリングネームをロン・シモンズに戻してロード・エージェントを兼任。ブラッドショーもカウボーイのギミックに戻り、シングルプレイヤーとしてハードコア王座を再三獲得するなどしたが、負傷のため戦線を離脱することになる。
2003年にブラッドショーがスマックダウンで復帰するとAPAが再結成され、FBIやバシャム・ブラザーズなどと抗争を展開。同年7月27日のヴェンジェンスではAPA主催による酒場喧嘩バトルロイヤル（The APA Invitational Barroom Brawl Match）が開催され、新旧のレスラー22名が参戦、ブラッドショーが優勝を収めた。
しかし、2004年にファルークが解雇（体調悪化に伴う事実上の引退）されAPAは再び解散。ブラッドショーは証券アナリストギミックのJBLに転身し、シングルプレイヤーとしてWWE王座を獲得するなど成功を収めた。
その後、ブラッドショーは腰の負傷の悪化のため、セミリタイアして解説者に転身。ファルークはRAWにスポット参戦する形で復帰を果たす。2007年12月3日のRAWでは、ホーンズワグルがカリート&ジョナサン・コーチマンとのハンディキャップマッチの助っ人をAPAに依頼、その日限りの再々結成が実現した。
2009年にはブラッドショーもレッスルマニア25を最後に引退。その後、2012年7月23日のRAW・1000回記念放送 "WWE Raw 1000" にAPAとして2人揃って登場。久々の再合体を果たした。

## 追記
- APAの事務所（APAオフィス）は、会場のバックステージの一角に自立式のドア枠だけが設置され、その奥に置かれた丸テーブルでファルークとブラッドショーが缶ビールを飲みながらポーカーに興じていた。APAへの依頼者は、ノック後にそのドアを開けてからオフィスに入らなければならず、ドアを介さずに彼らに近づくと「壁から入ってくるな。ドアから入ってこい」と怒られていた。事務所から出て行く際も、ドアを閉めて帰らなければいけなかった。
- 事務所はスマックダウンにおいて、nWoの襲撃を受けて破壊されたことがあったが、翌週のRAWでは会場が移動しているにもかかわらず、何故か壊されたままの状態で登場していた。

## 獲得タイトル
WWF / WWE
- WWE世界タッグ王座：3回[3]

オハイオ・ヴァレイ・レスリング
- OVW南部タッグ王座：1回[7]

メンフィス・チャンピオンシップ・レスリング
- MCW南部タッグ王座：1回[8]